# کوریل د دوئرو
کوریل د دوئرو (به اسپانیایی: Curiel de Duero) یک شهرستان در اسپانیا است که در استان وایادولید واقع شده‌است.